# Letnie Grand Prix kobiet w kombinacji norweskiej 2019
Letnie Grand Prix kobiet w kombinacji norweskiej 2019 – druga w historii edycja cyklu Letniej Grand Prix kobiet w kombinacji norweskiej. Sezon składał się z czterech konkursów indywidualnych i jednej sztafety mieszanej. Rywalizacja rozpoczęła się 24 sierpnia 2019 w Oberwiesenthal, a zakończyła 1 września w Oberhofie.
Tytułów wywalczonych przed rokiem w historycznej edycji broniły Stiefanija Nadymowa i Tara Geraghty-Moats. W obecnej edycji zwyciężyła Rosjanka przed zawodniczką ze Stanów Zjednoczonych. Trzecia podobnie jak w zeszłym sezonie była Niemka Jenny Nowak. Po trzech zawodach z kompletem zwycięstw w klasyfikacji generalnej prowadziła Amerykanka Tara Geraghty-Moats, która jednak w ostatnich zawodach została zdyskwalifikowana i została wyprzedzona przez Rosjankę.
Zgodnie z regulaminem w końcowej klasyfikacji Letniego Grand Prix ujęte są tylko zawodniczki, które brały udział we wszystkich zawodach.

## Kalendarz i wyniki
| Lp | Data             | Miejscowość    | Konkurencja                    | 1. miejsce                                                                  | 2. miejsce                                                                               | 3. miejsce                                                                       |
| -- | ---------------- | -------------- | ------------------------------ | --------------------------------------------------------------------------- | ---------------------------------------------------------------------------------------- | -------------------------------------------------------------------------------- |
| 1. | 24 sierpnia 2019 | Oberwiesenthal | Sztafeta mieszana HS106/3*5 km | Włochy Samuel Costa · Veronica Gianmoena · Annika Sieff · Alessandro Pittin | Norwegia I Magnus Krog · Gyda Westvold Hansen · Marte Leinan Lund · Harald Johnas Riiber | Rosja Ernest Yahin · Stiefanija Nadymowa · Anastasia Goncharowa · Vitalii Ivanov |
| 2. | 25 sierpnia 2019 | Oberwiesenthal | Gundersen HS106/4.5 km         | Tara Geraghty-Moats                                                         | Stiefanija Nadymowa                                                                      | Jenny Nowak                                                                      |
| 3. | 28 sierpnia 2019 | Klingenthal    | Gundersen HS85/5 km            | Tara Geraghty-Moats                                                         | Stiefanija Nadymowa                                                                      | Jenny Nowak                                                                      |
| 4. | 31 sierpnia 2019 | Oberhof        | Gundersen HS100/5 km           | Tara Geraghty-Moats                                                         | Stiefanija Nadymowa                                                                      | Jenny Nowak                                                                      |
| 5. | 1 września 2019  | Oberhof        | Gundersen HS100/5 km           | Gyda Westvold Hansen                                                        | Stiefanija Nadymowa                                                                      | Veronica Gianmoena                                                               |

## Klasyfikacja generalna
| Miejsce | Zawodniczka           | Punkty |
| ------- | --------------------- | ------ |
| 1.      | Stiefanija Nadymowa   | 320    |
| 2.      | Tara Geraghty-Moats   | 300    |
| 3.      | Jenny Nowak           | 230    |
| 4.      | Anastasija Gonczarowa | 180    |
| 5.      | Veronica Gianmoena    | 136    |
| 6.      | Annika Sieff          | 115    |
| 7.      | Marte Leinan Lund     | 111    |
| 8.      | Daniela Dejori        | 111    |
| 9.      | Mari Leinan Lund      | 96     |
| 10.     | Sigrun Kleinrath      | 94     |